# Aulacaspis
Genre
Aulacaspis est un genre d'insectes hémiptères de la famille des Diaspididae.

## Liste d'espèces
Selon NCBI (16 oct. 2024) :
- Aulacaspis alisiana
- Aulacaspis calcarata
- Aulacaspis crawii
- Aulacaspis difficilis
- Aulacaspis distylii
- Aulacaspis fuzhouensis
- Aulacaspis guangdongensis
- Aulacaspis mischocarpi
- Aulacaspis nitida
- Aulacaspis rosae
- Aulacaspis rosarum
- Aulacaspis spinosa
- Aulacaspis tubercularis
- Aulacaspis vitis
- Aulacaspis yabunikkei
- Aulacaspis yasumatsui